# National Basketball League 2014-2015
La National League Basketball 2014-2015 è stata la 37ª edizione della National Basketball League, la massima lega di basket australiana.

## Squadre partecipanti
- Adelaide 36ers
- Cairns Taipans
- Illawarra Hawks
- Melbourne United
- N.Z. Breakers
- Perth Wildcats
- Sydney Kings
- Townsv. Crocodiles

## Regular Season

### Classifica
|    | Squadra            | G  | V  | P  | PF    | PS    |
| -- | ------------------ | -- | -- | -- | ----- | ----- |
| 1. | Cairns Taipans     | 28 | 21 | 7  | 2.275 | 2.117 |
| 2. | N.Z. Breakers      | 28 | 19 | 9  | 2.343 | 2.275 |
| 3. | Adelaide 36ers     | 28 | 17 | 11 | 2.501 | 2.478 |
| 4. | Perth Wildcats     | 28 | 16 | 12 | 2.260 | 2.171 |
| 5. | Melbourne United   | 28 | 13 | 15 | 2.333 | 2.379 |
| 6. | Townsv. Crocodiles | 28 | 11 | 17 | 2.343 | 2.341 |
| 7. | Sydney Kings       | 28 | 9  | 19 | 2.320 | 2.408 |
| 8. | Illawarra Hawks    | 28 | 6  | 22 | 2.154 | 2.360 |

## Playoffs

### New Zealand - Adelaide

#### Gara 1
| Auckland 26 febbraio 2015 | N.Z. Breakers | 111 – 82 | Adelaide 36ers | Vector Arena (3.833 spett.) |

#### Gara 2
| Adelaide 28 febbraio 2015 | Adelaide 36ers | 83 – 94 | N.Z. Breakers | Adelaide Arena (4.807 spett.) |

### Cairns - Perth

#### Gara 1
| Cairns 27 febbraio 2015 | Cairns Taipans | 71 – 64 | Perth Wildcats | Cairns Convention Centre (TBA spett.) |

#### Gara 2
| Perth 1° marzo 2015 | Perth Wildcats | 68 – 80 | Cairns Taipans | Perth Arena (8.703 spett.) |

### Finale

#### Gara 1
| Cairns 6 marzo 2015 | Cairns Taipans | 71 – 86 | N.Z. Breakers | Cairns Convention Centre (5.300 spett.) |

#### Gara 2
| Auckland 8 marzo 2015 | N.Z. Breakers | 83 – 81 | Cairns Taipans | Vector Arena (4.400 spett.) |

## Vincitore
| Campioni NBL 2014-2015           |
| -------------------------------- |
| New Zealand Breakers (4º titolo) |

## Statistiche
| Categoria               | Giocatore        | Squadra               | Stat  |
| ----------------------- | ---------------- | --------------------- | ----- |
| Punti per gara          | Josh Childress   | Sydney Kings          | 21,1  |
| Rimbalzi per gara       | Josh Childress   | Sydney Kings          | 9,2   |
| Assist per gara         | Cedric Jackson   | New Zealand Breakers  | 6,0   |
| Palle rubate per gara   | Damian Martin    | Perth Wildcats        | 2,6   |
| Stoppate per gara       | Mickell Gladness | Townsville Crocodiles | 2,2   |
| Percentuale dal campo   | Ekene Ibekwe     | New Zealand Breakers  | 58,3% |
| Percentuale da 3        | Daniel Kickert   | Melbourne United      | 51,0% |
| Percentuale tiri liberi | Stephen Weigh    | Cairns Taipans        | 89,5% |

## Premi
- NBL Most Valuable Player: Brian Conklin, Townsville Crocodiles
- NBL Defensive Player of the Year: Damian Martin, Perth Wildcats
- NBL Most Improved Player of the Year: Todd Blanchfield, Townsville Crocodiles
- NBL 6th Man of the Year: Cameron Tragardh, Cairns Taipans
- NBL Rookie of the Year: Angus Brandt, Sydney Kings
- NBL Finals MVP: Cedric Jackson, New Zealand Breakers
- NBL Coach of the Year: Aaron Fearne, Cairns Taipans

- All-NBL First Team
  - Cedric Jackson, New Zealand Breakers
  - Scottie Wilbekin, Cairns Taipans
  - Josh Childress, Sydney Kings
  - Brock Motum, Adelaide 36ers
  - Brian Conklin, Townsville Crocodiles

- All-NBL Second Team
  - Jamar Wilson, Adelaide 36ers
  - Jordan McRae, Melbourne United
  - Todd Blanchfield, Townsville Crocodiles
  - Ekene Ibekwe, New Zealand Breakers
  - Matt Knight, Perth Wildcats